# Rodrigo Hinzpeter
Rodrigo Javier Hinzpeter Kirberg (Santiago, 27 de octubre de 1965) es un abogado, académico y político chileno de origen judío. Desde 2014 es gerente legal del consorcio empresarial Quiñenco.
Es uno de los fundadores del partido de centroderecha Renovación Nacional (RN). El 11 de marzo de 2010 fue nombrado ministro del Interior por el presidente Sebastián Piñera, de quien es considerado su más estrecho colaborador. A comienzos de 2011, debido a un cambio legal que amplió las facultades de su cartera, se transformó en el primer ministro del Interior y Seguridad Pública de la historia de Chile.
El 5 de noviembre de 2012 dejó su cargo como ministro del Interior y asumió el de ministro de Defensa Nacional, siendo reemplazado por Andrés Chadwick en el primero. En este cargo duró hasta el término del mandato de Sebastián Piñera.

## Familia y estudios
Es hijo de Carlos Hinzpeter (nacido con el nombre de Karl Hinzpeter) y Rosa Kirberg. Su padre, de origen judeoalemán, abandonó Hamburgo para viajar a Chile. Estudió medicina en la Universidad de Chile, se desempeñó como médico en varios hospitales de Santiago, y fue uno de los fundadores de la Clínica Las Condes de la capital chilena. Su padre falleció en el año 2020 por COVID-19 en el marco de la pandemia causada por dicha enfermedad. A través de su madre, es pariente de Enrique Kirberg, rector de la Universidad Técnica del Estado entre 1968 y 1973, y que estuvo detenido en Isla Dawson en calidad de preso político.
Rodrigo Hinzpeter creció en una familia de origen judeoalemán por su padre y judeoaustríaca por su madre, cercanos a la izquierda política. Su padre era socialista, mientras que su abuelo fue regidor por Valparaíso en representación del mismo PS. Tiene dos hermanos, Ximena, periodista; y Daniel, traumatólogo. Estudió en el Instituto Hebreo Doctor Chaim Weizmann y en el Liceo A 67 Alexander Fleming, ambos ubicados en el sector oriente de la capital chilena. Posteriormente ingresó a la carrera de derecho en la Pontificia Universidad Católica (PUC), titulándose como abogado en 1992.
Estuvo casado con la periodista Joyce Ventura Nudman, a quien conoció cuando niño, y tiene tres hijos: Raimundo, Guillermo y Ernesto.
En el año 2014 comenzó una relación con la diseñadora Juanita Vial, hija del abogado y académico Víctor Vial del Río.

## Carrera profesional
Entre 1997 y 1998 se desempeñó como profesor adjunto de derecho civil en la PUC, compartiendo cátedra con los profesores Alberto Lyon y Felipe Bulnes.
Desde un comienzo dedicó su actividad profesional a la práctica del derecho corporativo e inversión extranjera, fusiones y adquisiciones, finanzas corporativas, derecho regulatorio y quiebras, entre otras materias. Entre 2000 y 2001 se trasladó junto a su familia a Nueva York, Estados Unidos, donde ejerció su profesión en calidad de abogado extranjero en el estudio Simpson Thacher & Bartlett. En dicha ciudad vivió en el Upper East Side, donde arrendaba un apartamento.
Posteriormente, a su regreso a Chile, conformó el estudio jurídico Álvarez, Hinzpeter Jana, que en 2008 se fusionó en el estudio Bofill Mir & Álvarez Hinzpeter Jana. En 2010 se desvinculó del estudio —ahora llamado Bofill Mir & Álvarez Jana— y de diversos directorios en distintas compañías para asumir como Ministro del Interior.
El 3 de abril de 2014, tras el fin del gobierno de Piñera, asumió como gerente legal del consorcio empresarial Quiñenco, matriz del Grupo Luksic.

## Carrera política

### Inicios
Ingresó a la política de la mano de Alberto Espina, quien a mediados de los años 1980 se desempeñaba como dirigente de la juventud del Movimiento de Unión Nacional (MUN), el cual era partidario de la dictadura de Augusto Pinochet. Hinzpeter conoció a Espina en la universidad y gracias al apoyo de este logró ser electo en la lista del MUN en el Consejo Superior. De allí pasó a laborar como asesor en la llamada «patrulla juvenil» de Renovación Nacional (RN). Allí conoció a Sebastián Piñera y trabajó en la campaña a diputada de Evelyn Matthei.
En 2001 ingresó a la política más activa cuando Sebastián Piñera y Andrés Allamand le pidieron que dejara Norteamérica para regresar a Santiago, donde asumió como secretario general en la mesa directiva de Renovación Nacional, entonces presidida por el diputado Alberto Cardemil. Luego fue nombrado como primer vicepresidente (2001-2004) y miembro de la Comisión Política de esa colectividad.
Entre 2005 y 2006 ejerció como generalísimo de Piñera en la elección presidencial, tras ser uno de los principales promotores para que lanzara una candidatura paralela a la de Joaquín Lavín. Tras la derrota en segunda vuelta, ante la socialista Michelle Bachelet, se abocó a estudiar casos de otros candidatos de derecha del mundo, como los de Nicolas Sarkozy (en Francia), David Cameron (en el Reino Unido), José María Aznar (en España), Angela Merkel (en Alemania), Vicente Fox y Felipe Calderón (en México).
Entre 2009 y 2010 volvió a liderar la campaña presidencial de Piñera, que esta vez resultó elegido.

### Ministro de Estado

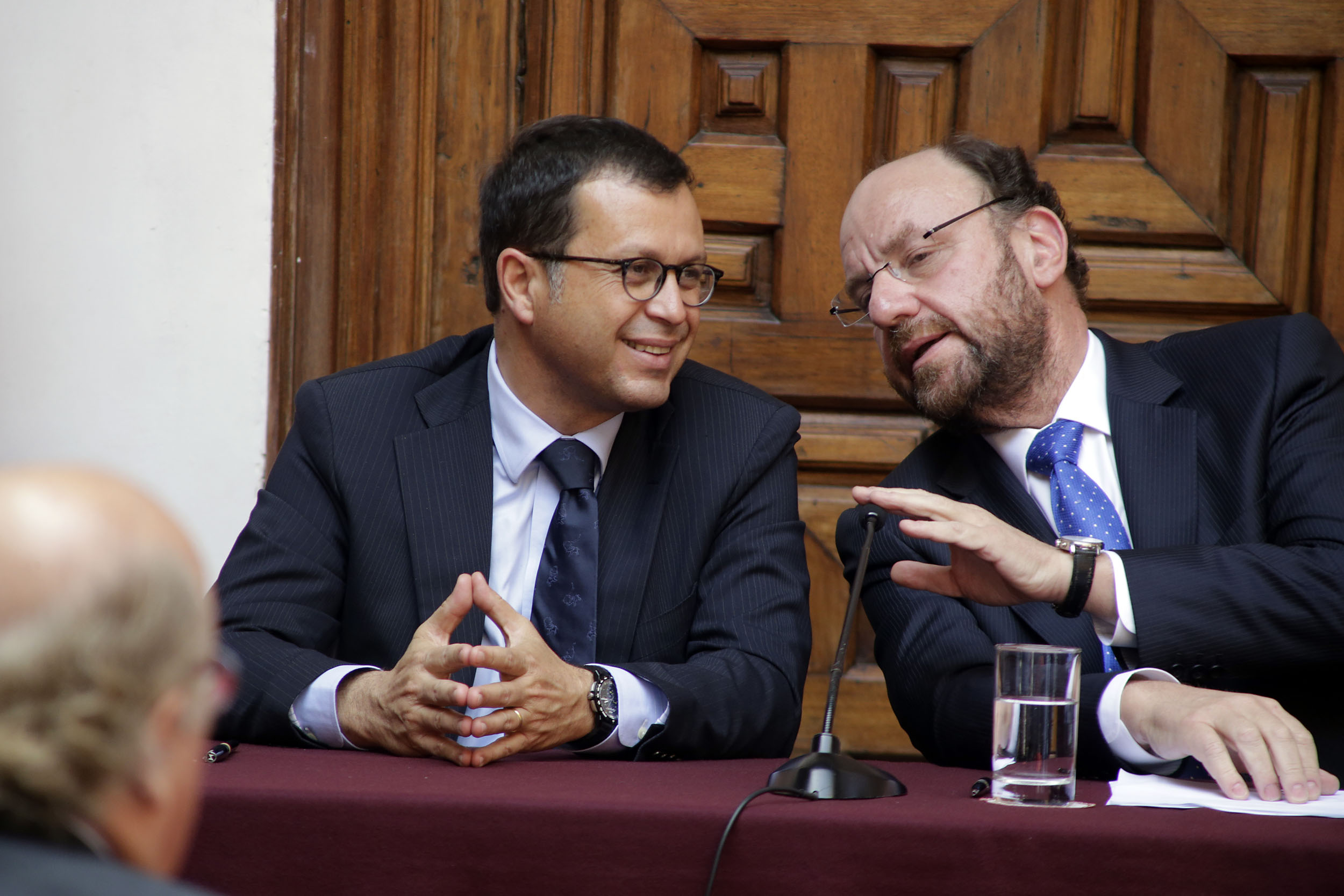
Hinzpeter como ministro de Defensa junto al ministro de Relaciones Exteriores Alfredo Moreno Charme en 2013.

En marzo de 2010, fue nombrado como ministro de Interior, y posteriormente de su sucesor legal, el Ministerio del Interior y Seguridad Pública. Su gestión como secretario de Estado ha estado marcada por el impulso de políticas de seguridad consideradas por algunos como represivas, como el proyecto de ley de Fortalecimiento del Orden Público o «Ley Hinzpeter» que penalizaba la protesta social y las tomas, que finalmente no fue aprobado en el Congreso.
Otras aristas conflictivas fueron la represión policial ante las manifestaciones sociales, el asesinato del estudiante secundario Manuel Gutiérrez por parte de las Fuerzas Especiales de Carabineros de Chile durante las movilizaciones estudiantiles de 2011, los enfrentamientos verbales sostenidos con organizaciones mapuches, como la Coordinadora Arauco-Malleco (CAM), y los enfrentamientos armados hacia la misma comunidad, resultando con adultos y niños heridos de gravedad. Todo esto repercutió en su popularidad, la cual, medida por su índice de aprobación, bajó 12 puntos en los primeros dos años de gestión.
En el cambio de gabinete del 5 de noviembre de 2012, dejó el Ministerio del Interior y Seguridad Escuela y fue nombrado ministro de Defensa Nacional, en reemplazo de Andrés Allamand quien renunció para iniciar una precandidatura presidencial. Se mantuvo en ese cargo hasta el 11 de marzo de 2014.

## Intento de atentado
Durante la tarde del 25 de julio de 2019 se confirmó la existencia de un artefacto explosivo en el edificio de Quiñenco en Las Condes, que provino desde la misma dirección de aquel que había detonado ese mismo mediodía en la 54.ª Comisaría de Huechuraba. Tanto el fiscal Héctor Barros como el entonces alcalde de la comuna Joaquín Lavín afirmaron que el destinatario del segundo paquete explosivo sería Hinzpeter. Su secretaria, quien se encontraba en las inmediaciones del inmueble, tras ser evacuada del lugar por personal del Gope, comentó que «¿cómo pueden pasar estas cosas con todas las medidas de seguridad que hay en el edificio?».

## Obra escrita
- La hipoteca, Ediciones La Ley, 1993.